# Igor Pudło

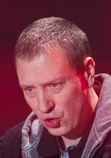
Igor Pudło, 2012.

Igor Pudło, auch bekannt unter dem Künstlernamen Igor Boxx (* 1966 in Breslau), ist ein polnischer Musiker und DJ. Er ist vor allem als eine Hälfte des Elektronische-Musik-Duos Skalpel bekannt geworden.

## Leben und Wirken
Pudłos Musikkarriere begann um 2000, als er zusammen mit Marcin Cichy Skalpel gründete. Das Duo nutzte alte Aufnahmen des polnischen Jazz als Grundlage für auf Sampling basierte elektronische Musik. Den Durchbruch schaffte Skalpel 2000, als es DJ Vadim auf einer Polen-Tour begleitete. Pudło hatte den russischen DJ kennengelernt, als er ihn für die Hip-Hop-Zeitschrift Klan interviewt hatte. 2001 unterschrieben Pudło und Cichy einen Vertrag bei Ninja Tune. 2005 wurde Skalpel mit dem Paszport Polityki in der Kategorie Populäre Musik ausgezeichnet.
Um 2010 herum begann Pudło eine Solokarriere als Igor Boxx (pudło bedeutet auf Polnisch Box oder Schachtel), zunächst vor allem mit dem bei Ninja Tune verlegten Projekt Breslau, in dem er die Kriegsgeschichte der Festung Breslau musikalisch verarbeitete. Seitdem erschienen mehrere Solo-Alben sowie zwei weitere Alben mit Skalpel (Transit, 2014 und Highlight, 2020). 2021 erschien eine Kooperation mit dem Klarinettisten Jerzy Mazzoll unter dem Titel MazzBoxx, auf der Pudło Live-Aufnahmen von Mazzoll aus 2008 zu völlig neuen Musikstücken schnitt. Er kooperierte auch unter anderem mit Lech Janerka (Plagiaty) und L.U.C (Healucenogenoklektyzm).

## Diskografische Hinweise
- Breslau (Ninja Tune / Barcode Records, 2010)
- Last Party in Breslau (Barcode Records, 2012)
- Dream Logic (Barcode Records, 2012)
- Delirium (PlugAudio, 2015)
- Kabaret (self-release, 2018)
- Fyodor (Avantura, 2018)
- MazzBoxx (mit Jerzy Mazzoll, 2021)

### Mit Skalpel
- Skalpel (Ninja Tune, 2004)
- Konfusion (Ninja Tune, 2007)
- Transit (PlugAudio, 2014)
- Highlight (No Paper Records, 2020)
- Origins (No Paper Records, 2022)